# روکتسی (ایوانگیتسا)
روکتسی (به صربی: Rokci) یک منطقهٔ مسکونی در صربستان است که در ایوانئیتسا واقع شده‌است. روکتسی ۲۳٫۹۱ کیلومتر مربع مساحت و ۴۰۳ نفر جمعیت دارد.